# Ducati Monster 695
Ducati Monster 695 – włoski motocykl typu naked bike produkowany przez Ducati w latach 2007–2008. Jest to model przejściowy, który łączy klasyczny wygląd pierwszej generacji rodziny Monster z nowoczesnym silnikiem z Ducati Monster 696.

## Dane techniczne/Osiągi
Silnik: L2
Pojemność silnika: 695 cm³
Moc maksymalna: 72 KM/8500 obr./min
Maksymalny moment obrotowy: 61 Nm/6200 obr./min
Prędkość maksymalna: 204 km/godz.
Przyspieszenie 0–100 km/h: 4,3 s